# Copiula guttata
Copiula guttata es una especie de anfibio anuro de la familia Microhylidae. Es una rana endémica de la isla de Nueva Guinea, donde se distribuye por la provincia del Golfo (Papúa Nueva Guinea). Habita en la hojarasca de selvas tropicales por debajo de los 600 metros de altitud. Se cree que se reproduce por desarrollo directo; pone sus huevos en unos nidos que construye en agujeros del suelo.